# Torneo de Budapest 2017
El Torneo de Budapest 2017 reemplazó al ex-ATP World Tour 250 en Bucarest (Rumania). El Open de Hungría, es operado por la Asociación de Tenis de Hungría, tuvo lugar en tierra batida del 24 al 30 de abril. Fue la primera vez que Hungría es sede de un torneo ATP World Tour.

## Distribución de puntos
| Modalidad            | Campeón | Finalista | Semifinales | Cuartos de final | 2ª ronda | 1ª ronda | Clasificados | 2ª ronda de clasificación | 1ª ronda de clasificación |
| Individual masculino | 250     | 165       | 100         | 50               | 25       | 0        | 13           | 7                         | 0                         |
| Dobles masculino     | 250     | 150       | 90          | 45               | 20       | 0        | -            | -                         | -                         |

## Cabezas de serie

### Individuales masculino
| Tenista           | Ranking | Preclasificado |
| Lucas Pouille     | 17      | 1              |
| Ivo Karlović      | 21      | 2              |
| Fabio Fognini     | 29      | 3              |
| Fernando Verdasco | 31      | 4              |
| Gilles Simon      | 32      | 5              |
| Paolo Lorenzi     | 37      | 6              |
| Viktor Troicki    | 38      | 7              |
| Diego Schwartzman | 41      | 8              |

- Ranking del 17 de abril de 2017

### Dobles masculino
| Tenista                           | Ranking | Preclasificado |
| Oliver Marach Mate Pavić          | 65      | 1              |
| Treat Huey Max Mirnyi             | 69      | 2              |
| Juan Sebastián Cabal Robert Farah | 76      | 3              |
| Brian Baker Nikola Mektić         | 88      | 4              |

## Campeones

### Individual masculino
Lucas Pouille venció a  Aljaž Bedene por 6-3, 6-1

### Dobles masculino
Brian Baker /  Nikola Mektić vencieron a  Juan Sebastián Cabal /  Robert Farah por 7-6(2), 6-4